# 랠프 시퍼리
랠프 시퍼리(Ralph Sipperly, 1890년 1월 1일 ~ 1928년 1월 9일)는 미국의 배우, 연극 배우이다.
로체스터에서 태어났다.

## 영화
- 선라이즈 (1927년)
- 피그 리브스 (1926년)